# Kapango
João Rafael Kapango (Maputo, 14 de setembro de 1975) é um ex-futebolista moçambicano que atuava como guarda-redes.

## Carreira
Kapango iniciou a carreira em 1995, no Ferroviário de Maputo, onde foi campeão nacional quatro vezes. Pelos Locomotivas, o guarda-redes atuou em 87 partidas, em 9 anos no clube.
Atingiu o auge da sua carreira no futebol do Egito, onde atuou em 219 jogos pelo Tersana entre 2004 e 2010. Porém, não conquistou nenhum título oficial pelos Hammers. Após deixar o Tersana em 2010, Kapango ficou um ano parado, antes de voltar ao Ferroviário de Maputo em 2012, aposentando-se aos 38 anos de idade.

## Seleção Moçambicana
Convocado 49 vezes para defender a Seleção Moçambicana entre 2010 e 2012, o guarda-redes ganhou fama no Campeonato Africano das Nações de 2010. Usando o segundo prenome (Rafael) na camisa, foi a principal atração da partida contra o Benin, que terminou empatada em 2 a 2.
Um dos atletas mais altos do torneio (1,98 metro), foi também o jogador mais pesado da competição (98 quilos). Mesmo assim, ficou lembrado por um lance que quase rendeu um golo para o Benin - ao se antecipar ao meio-campista Djiman Koukou, o guarda-redes deu uma cambalhota e quase perdeu a bola, mas conseguiu completar a defesa. A atitude rendeu a Kapango, que não conseguiu evitar a eliminação de Moçambique na primeira fase da CAN, uma dor no pescoço.

## Títulos
Ferroviário de Maputo
- Moçambola: 4 (1996, 1997, 1998–99 e 2002)

## Links
- Kapango em National-Football-Teams.com